# Леннон — Маккартни

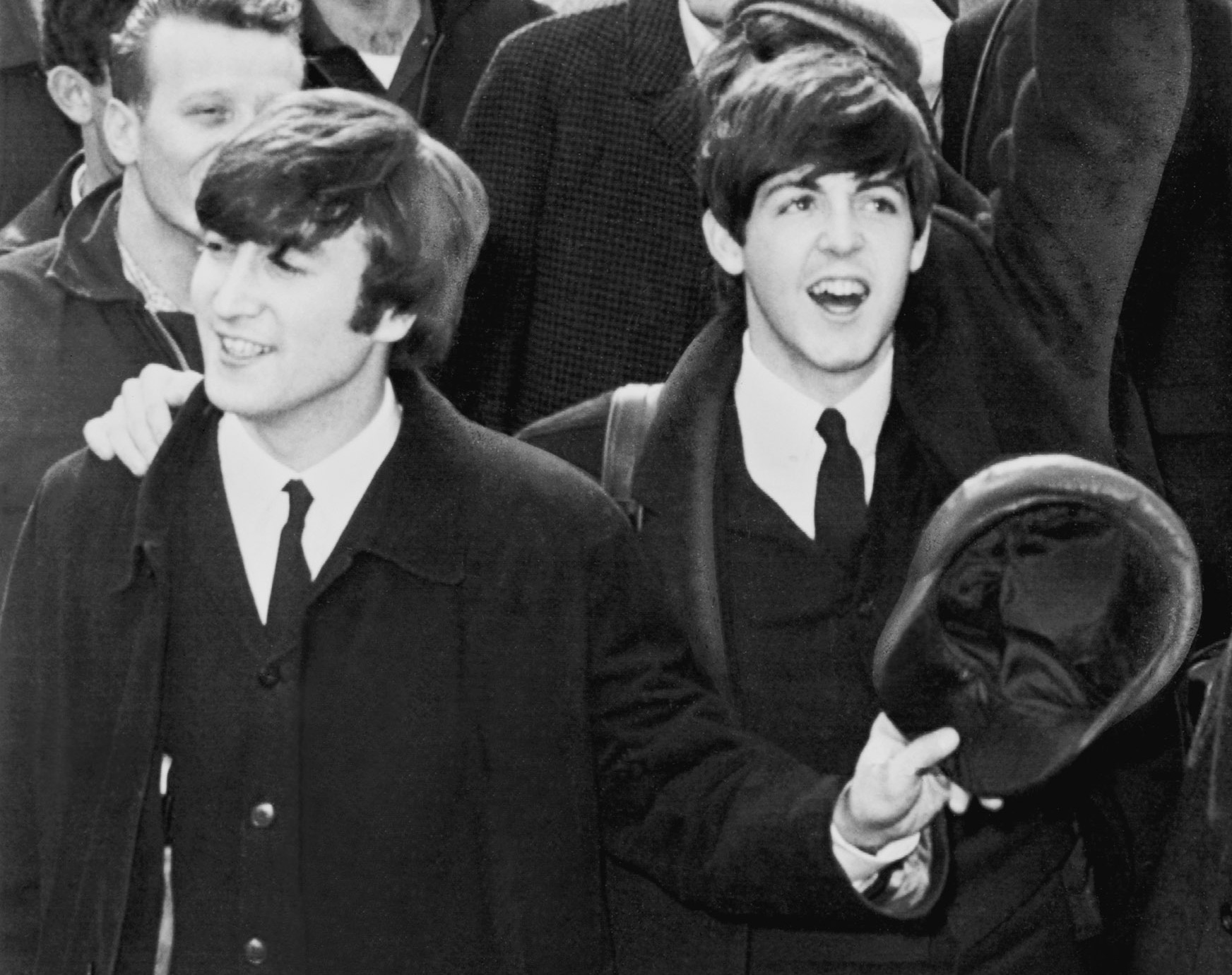
Джон Леннон (слева)
и Пол Маккартни (справа)

Леннон — Маккартни (также Леннон / Маккартни; англ. Lennon–McCartney, Lennon/McCartney) — авторский дуэт Джона Леннона (1940–1980) и Пола Маккартни (род. в 1942), один из наиболее известных и успешных в истории музыки (другие примеры — Джерри Либер и Майк Столлер). Между 1962 и 1969 годами дуэтом было написано и опубликовано около 180 песен, из которых большинство было записано группой The Beatles. В отличие от многих авторских дуэтов, где один из авторов пишет тексты, а другой — музыку, и Леннон, и Маккартни сочиняли и то, и другое.
По сути, действительно совместно написанные песни появлялись лишь только в ранний период творчества The Beatles. Начиная примерно с 1965 года, песни фактически сочинялись, как правило, каким-то одним членом группы и, если это был Леннон или Маккартни, ставилась общая подпись. Иногда (например, «A Day in the Life» или «In My Life») песня за авторством Леннона-Маккартни составлялась из куплетов, которые писались авторами независимо и задумывались изначально как разные песни.

## Знакомство
Хотя Маккартни ранее видел и замечал Леннона в своём родном районе, не зная, кто он такой, впервые пара встретились 6 июля 1957 года на празднике местной церкви, где шестнадцатилетний Леннон играл со своей скиффл-группой The Quarrymen. Пятнадцатилетний Маккартни, которого привёл с собой общий друг Иван Воган, впечатлил Леннона своим умением играть на гитаре и исполнением песни «Twenty Flight Rock» Эдди Кокрана. Вскоре после этого Леннон спросил Маккартни, не присоединится ли он к Quarrymen; Маккартни согласился. Первыми музыкальными кумирами дуэта были братья Эверли, Литтл Ричард, Чак Берри, Элвис Пресли, Бадди Холли и Смоки Робинсон; и они выучили многие из их песен и старались подражать их звучанию. Их первые композиции были написаны в доме Маккартни, в доме тёти Леннона Мими и в Ливерпульском институте. Они часто приглашали друзей, — включая Джорджа Харрисона (будущего соло-гитариста The Beatles), Найджела Уолли, Барбару Бейкер и коллег Леннона по художественной школе — послушать исполнение их новых песен.

## Химия соавторства
Леннон говорил, что основной целью музыки «Битлз» было общение, и что для этого у них с Маккартни была общая цель. Автор Дэвид Роули отмечает, что по крайней мере половина всех текстов песен Леннона-Маккартни содержит слова «ты» и/или «твой» в первой строке. В интервью Леннона для Playboy 1980 года он сказал о партнёрстве:
[Пол] давал лёгкость, оптимизм, в то время как я всегда стремился к грусти, диссонансам, блюзовым нотам. Был период, когда я думал, что не пишу мелодий, что Пол пишет их, а я просто пишу прямой, кричащий рок-н-ролл. Но, конечно, если вспомнить некоторые из моих собственных песен — «In My Life», или некоторые из ранних вещей, «This Boy» — я писал мелодии вместе с лучшими из них
Историк Тодд Комптон отметил, что в утверждении Леннона об оптимизме Маккартни есть доля правды. Однако это не говорит всей истории, поскольку некоторые из наиболее характерных песен Маккартни трагичны или выражают тему изоляции, например, «Yesterday», «She’s Leaving Home», «Eleanor Rigby» или «For No One».
Хотя Леннон и Маккартни часто писали независимо друг от друга, и многие песни Beatles в основном являются работой одного или другого, редко какая песня была завершена без участия обоих авторов. Во многих случаях один автор набрасывал идею или фрагмент песни и отдавал его другому, чтобы тот доработал или улучшил; в некоторых случаях две незавершённые песни или идеи песен, над которыми каждый из них работал отдельно, объединялись в цельную песню. Часто один из пары добавлял среднюю восьмую или бридж-секцию к куплету и припеву другого. Джордж Мартин объяснял высокое качество написания песен дружеским соперничеством между ними.
Со временем песни всё чаще становились работой одного или другого автора, часто партнёр предлагал лишь несколько слов или альтернативный аккорд. Песня «A Day in the Life» — известный пример поздней песни «Битлз», в которой существенный вклад внесли и Леннон, и Маккартни. Отдельный фрагмент песни Маккартни («Woke up, fell out of bed, dragged a comb across my head …») был использован для того, чтобы дополнить середину композиции Леннона («I read the news today, oh boy …»). Песня «Hey Jude» — ещё один пример более поздней песни Маккартни, в которую Леннон внёс свой вклад: во время прослушивания песни для Леннона, когда Маккартни дошёл до текста «the movement you need is on your shoulder», Маккартни заверил Леннона, что он изменит строчку — которую Маккартни считал бессмысленной — как только сможет придумать лучший текст. Леннон посоветовал Маккартни оставить эту строчку в покое, сказав, что она является одной из самых сильных в песне.
Хотя в последующие годы совместная деятельность Леннона и Маккартни сократилась, они продолжали влиять друг на друга. Как сказал Леннон в 1969 году: «Мы пишем так, как пишем сейчас, благодаря друг другу. Пол был рядом пять или десять лет, и я бы не писал так, как пишу сейчас, если бы не Пол, а он бы не писал так, как пишет, если бы не я».

## Варианты и споры по авторству

### Совместное авторство
Когда Маккартни и Леннон встретились подростками и начали писать песни вместе, они договорились, что все песни, написанные ими (по отдельности или совместно), должны приписываться им обоим. Точная дата заключения соглашения неизвестна; однако Леннон говорил в 1980 году о неформальном соглашении между ним и Маккартни, заключённом «когда нам было пятнадцать или шестнадцать лет». Две песни, написанные (в основном Ленноном) в 1957 году, «Hello Little Girl» и «One After 909», были приписаны партнёрству при публикации в следующем десятилетии. Самая ранняя официально выпущенная запись Битлз, приписанная Леннону-Маккартни, — «You’ll Be Mine», записанная дома в 1960 году и включённая в Anthology 1 35 лет спустя.
Некоторые другие композиции ранних лет группы не были приписаны партнёрству. «In Spite of All the Danger», композиция 1958 года, которую группа (тогда The Quarrymen) заплатила за запись на диск, приписывается Маккартни и Джорджу Харрисону. «Cayenne», записанная одновременно с «You’ll Be Mine», является сольной композицией Маккартни. «Cry for a Shadow», инструментал, записанный во время сессий Битлз с Тони Шериданом в июне 1961 года (один из единственных полных инструменталов, записанных группой), был написан Харрисоном и Ленноном.
После того, как партнёрство закончилось, Леннон и Маккартни по-разному рассказали о своих вкладах в каждую совместно указанную песню и иногда заявляли о полном авторстве. Часто их мнения о сотрудничестве различались, и часто их собственные ранние и поздние интервью противоречили друг другу. В 1977 году Леннон предложил Hit Parader список песен «Битлз» с комментариями относительно его вклада и вклада Маккартни в каждую песню. Тем временем Пол Маккартни также не соглашался со многими высказываниями Джона Леннона, оспаривая некоторые статьи в журналах.
- "Help!" (1965)

Поначалу Леннон заявлял, что композиция написана в соавторстве в интервью 1965 года. Однако в поздних интервью он заявлял о полном авторстве. Заявленная помощь Маккартни заключалась в «контрмелодии», в которой Леннон оценил песню как «70–30». В 1984 году Маккартни сказал: «Джон и я написали её [песню] в его доме в Вейбридже для фильма».

## Наследие

### Культурное влияние
Леннон-Маккартни, как и другие авторы песен «Британского вторжения», вдохновили изменения в музыкальной индустрии, потому что это были группы, которые сами писали и исполняли свою музыку. Эта тенденция угрожала профессиональным авторам песен, которые доминировали в американской музыкальной индустрии. Элли Гринвич, автор песен Brill Building, сказала: «Когда пришли Beatles и всё Британское вторжение, мы все были готовы сказать: „Слушайте, это было здорово, для нас больше нет места… Теперь это самодостаточная группа — делает, определённый тип материала. Что нам делать?“» В 1963 году The Sunday Times назвала Леннона и Маккартни величайшими композиторами со времён Людвига ван Бетховена.

## Песни для других исполнителей
В 1960-е годы многие песни авторского дуэта Леннон — Маккартни были впервые исполнены другими исполнителями, особенно если они продюсировались Брайаном Эпстайном. Это помогало запустить карьеру новым артистам. Сами Beatles также записывали свои версии таких песен. И хотя в итоге они не выходили на синглах, часть этих песен оказались в составе серий компиляционных альбомов последних лет — таких как Live at the BBC и The Beatles Anthology.
- Дел Шеннон — «From Me to You» (1963) US #77
- The Rolling Stones — «I Wanna Be Your Man» (1963) UK #12; сингл вышел до появления песни в альбоме The Beatles With The Beatles и стал первым синглом The Rolling Stones, попавшим в Top 20.
- Billy J. Kramer and the Dakotas[англ.] — «I’ll Be on My Way» (1963) (b-side), «Bad to Me» (1963) UK #1, «I’ll Keep You Satisfied» (1963) UK #4, «From a Window» (1964) UK #10
- Томми Квикли[англ.] — «Tip of My Tongue» (1963) (в чарт не попала)
- The Fourmost[англ.] — «Hello Little Girl» (1963) UK #9, «I’m in Love[англ.]» (1963) UK #17
- Силла Блэк — «Love of the Loved» (1963) UK #35, «It’s for You» (1964) UK #7, «Step Inside Love» (1968) UK #8
- Peter & Gordon — песня «A World Without Love» в 1964 году стала в Англии хитом № 1 (UK #1), «Nobody I Know» (1964) UK #10, «I Don’t Want to See You Again» (1964) (в чарт не попала), «Woman[англ.]». (1966) UK #28
- The Applejacks[англ.] — «Like Dreamers Do» (1964) UK #20
- Пи Джей Проби — «That Means a Lot» (1965) UK #30
- Мэри Хопкин — «Goodbye» (1969) UK #2
- Badfinger — «Come and Get It» (1969)